# Ramona Mănescu
Ramona Nicole Mănescu, född 6 december 1972 i Constanţa, är en rumänsk advokat och partilös politiker som tidigare tillhört Nationalliberala partiet. Hon var Europaparlamentariker mellan 2007 och 2013 och var transportminister i Victor Pontas andra regering. Under några månader 2019 var hon utrikesminister i regeringen Dăncilă.